# Necyria saundersii
Necyria saundersii är en fjärilsart som beskrevs av William Chapman Hewitson 1854. Necyria saundersii ingår i släktet Necyria och familjen Riodinidae. Inga underarter finns listade i Catalogue of Life.